# Гайдар Єгор Тимурович
Єго́р Тиму́рович Гайда́р (9 березня 1956, Москва, РРФСР, СРСР — 16 грудня 2009, Одинцово, Росія) — російський державний діяч і економіст. Один з ідеологів і керівників ринкових реформ початку 1990-х у Росії, які отримали назву «Шокова терапія». Директор Інституту економіки перехідного періоду (ІЕПП) (1992–1993, 1994–2009).
У 1991–1993 роках займав високі пости в уряді Росії (в тому числі в.о. прем'єр-міністра).

## Біографія
Народився 19 березня 1956 року в Москві. Його батько, Тимур Гайдар, — міжнародний військовий кореспондент «Правди», контр-адмірал, — син відомого радянського письменника Аркадія Гайдара від його першої дружини Лії Лазарівни Соломянської. Мати — Аріадна Павлівна Бажова, дочка письменника Павла Бажова. Таким чином, Єгор Гайдар був онуком двох відомих радянських письменників.
1978 року закінчив Економічний факультет Московського державного університету.
Впродовж 1978–1980 років навчався в аспірантурі МГУ під керівництвом академіка Станіслава Шаталіна, захистив кандидатську дисертацію з економічних наук. Тема дисертації: «Оцінночні показники в механізмі господарського розрахунку виробничих об'єднань (підприємств)». Вступив в КПРС
З 1980 року працював в Інституті системних досліджень Академії наук СРСР.
1983–1985 — експерт Державної комісії при Юрію Андропову з можливостей господарських реформ в рамках соціалістичної економіки.
1986–1987 — старший науковий співробітник Інституту економіки і прогнозування науково-технічного прогресу АН СРСР.
1987–1990 — завідувач відділом економічної політики в журналі ЦК КПРС «Комуніст».
1990 року завідує відділом економіки газети «Правда», захистив докторську дисертацію «Економічні реформи і ієрархічні структури», очолив Інститут економічної політики Академії народного господарства і АН СРСР.
1990–1991 — директор Інституту економічної політики Академії народного господарства СРСР.
З 6 листопада 1991 року до 2 березня 1992 року — заступник Голови Уряду Російською Федерації з питань економічної політики.
З 11 листопада 1991 до 19 лютого 1992 року — міністр економіки і фінансів РРФСР.
З 19 лютого 1992 року до 2 квітня 1992 року — міністр фінансів Російської Федерації.
З 2 березня 1992 року до 15 грудня 1992 року — перший заступник Голови Уряду Російської Федерації.
З 15 червня до 15 грудня 1992 року — виконувач обов'язків Голови Уряду Російської Федерації.
1992–1993 і з 1994 до 16 грудня 2009 року — директор Інституту економіки перехідного періоду.
З 18 вересня 1993 до 20 січня 1994 року — перший заступник Голови Ради Міністрів — Уряду Російської Федерації (з 25 грудня 1993 року — Уряду Російської Федерації).
З 22 вересня 1993 року до 20 січня 1994 року — виконувач обов'язків міністра економіки Російської Федерації.
З грудня 1993 року до грудня 1995 року — депутат Державної думи Росії, з січня 1994 року — голова депутатської фракції «Вибір Росії».
1996–1999 — член ради директорів ВАТ «Вимпелком».
З грудня 1999 року до грудня 2003 року — депутат Державної думи від блоку «Союз правих сил».
2001 року увійшов до числа засновників журналу «Вісник Європи» XXI століття.
2003 року займався реанімацією економіки Іраку.
24 листопада 2006 року Єгор Гайдар був госпіталізований в одну з дублінських лікарень з симптомами важкого отруєння. А. Б. Чубайс пов'язав отруєння Гайдара із загибеллю Ганни Політковської і Олександра Литвиненка.
16 грудня 2009 року о 4 годині ранку Єгор Гайдар помер у своєму заміському будинку в Підмосков'ї. За інформацією російських ЗМІ причиною смерті став набряк легенів, викликаний ішемією міокарда.
Єгор Гайдар — автор більш ніж ста публикацій з економіки. Основні праці — «Економічні реформи та ієрархічні структури» (1990), «Держава та еволюція» (1996), «Дні поразок та перемог» (1996), «Аномалії економічного зростання» (1998), «Влада та власність» (2009).

## Знання мов
Володів англійською, іспанською і сербохорватською мовами.

## Родина
Був одружений другим шлюбом на дочці Аркадія Стругацького. Має двох рідних синів, одного прийомного сина і рідну дочку від першого шлюбу — Марію, яка є опозиційним політиком путінському режиму.

### Праці
1. Гайдар Е. Т. Государство и эволюция, Издательство: «Норма», 1997. ISBN 5-87857-017-3
2. Гайдар Е. Т. Дни поражений и побед, Вагриус, 1997. ISBN 5-7027-0497-5
3. Сборник 1941 год в 2-х книгах. Серия «Россия XX век. Документы» (Гайдар — один з авторів-упорядників).
4. Гайдар Е. Т. Долгое время. Россия в мире: очерки экономической истории, Москва, Дело, 2005. ISBN 5-7749-0389-3
5. Гайдар Е. Т. Гибель империи. Уроки для современной России, Москва, «Российская политическая энциклопедия», 2006. ISBN 5-8243-0759-8

### Рецензії
- Рецензія на працю: Гайдар Е.Гибель империи. Уроки для современной России. — М.: Российская энциклопедия (РОССПЕН), 2006 г. (рос.)"
- Анотація та уривки з книги «Долгое время. Россия в мире: очерки экономической истории» [Архівовано 12 грудня 2009 у Wayback Machine.]